# LCAM-01XA Archangel
LCAM-01XA 大天使號（Archangel），為日本科幻動畫作品《機動戰士鋼彈SEED》和《機動戰士鋼彈SEED DESTINY》中的戰艦。

大天使號

## 艦隻介紹
「大天使號」地球連合軍的大型戰艦，屬於大天使級，也是大天使級的第一號艦、是「主天使號」的姊妹艦。
在《機動戰士鋼彈SEED》中，由於地球聯合軍的MA不敵札夫特的最新型MS，再加上受到「中子干擾器」的影響，無法使用長距離通信和核能，故而令人力和物資都處於優勢的地球軍在戰況陷入了絕對的劣勢中。在此情形下，地球聯合軍其中一主要國家「大西洋聯邦」中部份有識之士和歐普中部份人士聯合，在歐普的曙光社技術援助下在其資源衛星－「海利歐波里斯」中秘密開發新形的MS－X系列和其支援運用艦－大天使號。
大天使號是由歐普的曙光社所製造、屬於地球聯合軍的強襲機動特裝艦，因為其外型及經歷諸多猛攻而未遭擊沉的事蹟，擁有「不沉之艦」、「長腿」及「有腳的」等別名。
裝甲是試驗性的積層式裝甲、能把光束攻擊轉變為熱能擴散往全艦、只要散熱系統能跟得上、便不怕光束系攻擊。在攻擊上則有羅安格林陽電子破城炮作為試驗性新兵器。

## 戰鬥史

### SEED
由於情報外流，札夫特知道了大西洋聯邦研發新兵器之所在地，而派出了他們的最精銳之新紅衣部隊－拉烏·魯·克魯澤部隊，期望得到其新形MS。在奇襲作戰下，戰艦人員幾乎全滅、MS駕駛員全部死亡。五部新型MS之中，其中四部被奪，平民煌·大和機緣巧合下成為了最後一部X-系列「GAT-X105 攻擊鋼彈」之駕駛員。
由於「海利歐波里斯」之毀滅，令到戰場陷入了混亂之中，大天使號從而得到了一絲求生之機會，但因為是在出發前受到襲擊，大天使號處於物資不充足之急需補給狀態。在經過商討之後，終於決定前往聯合軍同盟中一員欧亚联邦之軍事衛星，擁有號稱「阿爾緹蜜斯之傘」之「阿爾緹蜜斯」。但大天使號之行動被克魯澤隊所預知，並在“阿爾緹蜜斯”前布下陷阱等待；在一番苦戰之下，成功使敵人受損後退的大天使號終於能夠進入「阿爾緹蜜斯」，但由於同盟之竊視，大天使號不單未能得到補給，船上之成員還被看守起來，所有資料都受到複製，在不知可惜還是可喜的情況下，札夫特的追兵攻入了「阿爾緹蜜斯」中，大天使號乘此機會出逃，「阿爾緹蜜斯」受创。
在沒有援軍和補給之情形下，大天使號只能在前往月球軌道之同時，在宇宙垃圾環裏搜索有沒有可用之物資。與此同時，發現了在「血色情人節」被核彈所毀壞之P.L.A.N.T.的尤尼乌斯7号的残骸，並且只在其上找到可用之食水。在垃圾環中消滅札夫特之偵察兵之同時，發現了P.L.A.N.T.議長之女拉克絲·克萊因之救生船並救回。與第八艦隊先遣隊會和時，先遣隊受到克魯澤隊發現和攻擊。雖然大天使號也有前往支援，但由於兵力差，先遺隊被全數擊沉。在煌釋放拉克絲之同時，大天使號由於拉克絲之原因避過了危機。
和第八艦隊會合之後，克魯澤隊全力來襲。大天使號在第八艦隊不惜全軍覆沒的支援下下降，放出防著火黏液避免因大氣層問題而令到戰艦着火，下降至地球的北非的利比亚（原本的目的地為地球軍基地阿拉斯加，卻為了保護攻擊鋼彈而偏離軌道）。在和當地的反抗軍合力支授下，打敗有「沙漠之虎」之稱的扎夫特名將安德列·渥特菲德，經紅海，在亚丁湾与摩拉西姆队交战，最终在印度洋消灭了摩拉西姆队。
在突破马六甲海峡时大天使号多处受创。在歐普近海因被扎夫特的阿斯蘭·薩拉小隊的X系列攻擊，全艦嚴重受損而在歐普中維修。從歐普得到修理、補給以及最新的情報後，在大天使號出航後便和札夫特的薩拉小隊交戰。在第一次交戰中，攻擊鋼彈擊破了薩拉小隊的電擊鋼彈。但第二次在马绍尔群岛的交戰中，全力來襲的薩拉小隊和大天使號兩敗俱傷，其中一部空中霸者（2號機）被擊毀，攻擊鋼彈在神盾鋼彈的自爆中嚴重受損，連大天使號也在戰鬥中差一點被擊沈。在經過簡單修理和回收暴風鋼彈後，雖然可再次航行，但札夫特也有援軍到來，大天使號只能放棄搜索攻擊鋼彈，並向歐普發出求援信號後繼續向阿拉斯加進發。
在札夫特向阿拉斯加所發動的「割喉作戰」中，被地球聯合軍捨棄並作為引誘札夫特攻入阿拉斯加而進行引爆獨眼巨人系統的其中一員，在得知事實之後，在自由鋼彈的協助之下，脫離戰場，同時叛離地球軍，之後在歐普對抗聯合軍。
離開歐普後，聯同草薙號前往宇宙的L4和克萊因派的永恆號會合。在L4受地球軍同型艦主天使號攻擊，最後在第二次雅金·杜威攻防戰中因為攻擊鋼彈捨身擋下對方的炮擊，而得以啟動陽電子砲將之擊沈。

### SEED DESTINY
自上次大戰後便一直隱藏在歐普，在這期間經大幅整修，除了在操作系統簡化、作戰能力以及艦內生活水準提升外（如增設了溫泉），也新加入了潜航機能（由於本是宇宙艦，氣密處理性能等同潛水艦，只要加裝壓艙水箱便可）。同時還對引擎進行了升級，使其無需輔助也能夠單體突出大氣圈（SEED時期需要借助草薙號的引擎）。但因札夫特所發動的拉克絲·克萊因暗殺事件和卡佳里·由拉·阿斯哈被歐普內親大西洋聯邦人員逼婚才再出現。大天使號一登場便綁架歐普的國家元首（卡佳里）然後消聲匿跡、一直到歐普參戰才現身制止。
在破滅鋼彈出場時大天使號也有行動去阻止、但他們介入的功勞被吉伯特·杜蘭朵議長巧妙地消去，而之後更因杜蘭朵議長下令的Angel Down作戰而被札夫特追殺、在智慧女神號的陽電子炮重創後逃往歐普。
在歐普受札夫特攻擊時，和智慧女神號再度交鋒，混戰中更擊沉札夫特於該行動中的旗艦聖海倫號、和攻擊自由鋼彈、無限正義鋼彈一起守住歐普。
在吉伯特·杜蘭朵發出命運計劃時正式加入歐普宇宙部隊前往宇宙月球都市、在札夫特使用反射衛星砲—安魂曲攻擊月球的亞爾薩赫基地後便向札夫特發動攻擊。在攻下安魂曲的第一中繼點後便前往安魂曲的本體、期間和智慧女神號兩度會戰並和無限正義鋼彈聯手予以重創，使智慧女神號失去戰鬥能力。

### SEED FREEDOM
於C.E.75年加入由拉克絲·克萊因創立的世界和平監察組織羅盤，並參與針對基金國的行動。

後遭基金國所屬的兩架黑騎士暴風神小隊機於歐亞聯合邊境擊沉，乘組員全數逃生。

## 艦隻型式
- 隸屬：地球聯合軍第8機動艦隊→阿拉斯加第5護衛艦群→三艦同盟（SEED時）

無所屬→歐普軍第2宇宙艦隊（DESTINY時）
羅盤（FREEDOM時）
- 類型：大天使級強襲機動特裝艦
- 艦長：瑪琉·雷明斯
- 艦身長度：420米
- 機體發射管道：2
- 最大搭載數：10（以運用搭載量為準）
- 持有機體：
  - SEED
    - FX-550 空中霸王（Skygrasper） × 2
    - GAT-X103 暴風鋼彈（Buster Gundam）
    - GAT-X105 攻擊鋼彈（Strike Gundam）
    - MAW-01 密斯特拉爾（Mistral） × 6
    - TS-MA2mod.00 梅比烏斯零式（Moebius Zero）
    - ZGMF-X09A 正義鋼彈（Justice Gundam）
    - ZGMF-X10A 自由鋼彈（Freedom Gundam）

  - SEED DESTINY
    - FX-550 空中霸王（Skygrasper）
    - MBF-02 嫣紅攻擊鋼彈（Strike Rouge Gundam）
    - MVF-M11C 村雨（Murasame） × 11（當中包括安德列·渥特菲德專用 × 1）
    - ORB-01 曉鋼彈（Akatsuki）
    - ZGMF-X10A 自由鋼彈（Freedom Gundam）
    - ZGMF-X20A 攻擊自由鋼彈（Strike Freedom Gundam）
    - ZGMF-X19A 無限正義鋼彈（Infinite Justice Gundam）
    - 大魔骑兵 ×3
- 主要顏色塗裝：白、紅

## 特殊裝備
- 反光線積層式裝甲
- 壓艙水箱（SEED DESTINY）[7]

## 艦隻武裝
- Mk.71「戈德菲」（Gottfried）225mm 二連裝高能收束火線砲 × 2
- Mk.8「勇者」（Valiant）110mm  × 2
- 「羅安格林」（Lohengrin）（ローエングリン）陽電子破壞炮 × 2
- 「豪豬陣（德语：Igelstellung）」75mm 多槍管自動近接防禦機關炮 × 16
- 「地獄鏢」（Helldart）對空導彈發射器 × 16
- 艦尾大型導彈發射器× 24（設於左右舷尾部，每組發射器可射出兩顆導彈）

可填裝導彈類型：科林斯（Korinthos，宇宙用對空），袋熊（Wombat，大氣圈內對空），巨槌（Sledge Hammer，對艦、攻堅），對空擴散彈
- 防着火黏液（銀色黏性的物質，設於艦隻底部）

## 外部連結
- 強襲機動特裝艦　大天使號《機動戰士GUNDAM SEED》gundam.info官方網站 （页面存档备份，存于）（繁體中文）（简体中文）（英文）
- 大天使號《機動戰士GUNDAM SEED DESTINY》gundam.info官方網站 （页面存档备份，存于）（繁體中文）（简体中文）（英文）